# Цитоархитектоническое поле Бродмана 20
Поле Бродмана 20 — один из определённых Корбинианом Бродманом цитоархитектонических участков коры головного мозга.

## Особенности у человека
Поле Бродмана 20 или BA20 является частью височной коры в мозге человека. Этот участок включает в себя большую часть вентральной височной коры и предположительно играет определенную роль в обработке высокого уровня визуальной информации и опознавательной памяти.
Этот район так же известен как нижняя височная зона 20. Он относится к цитоархитектонично определенной височной зоне коры головного мозга. У человека это примерно соответствует нижней височной извилине. Цитоархитектонично она ограничена медиально экторинальным полем 36 (H), латерально срединно-височной поля 21, рострально — височным полем 38 (H) и каудально — окципитотемпоральним полем 37 (H) (Бродман-1909).

## Особенности у обезьян
Поле Бродмана 20 — это структурное подразделение коры головного мозга обезьяны, определенное на основе цитоархитектоники. Оно цитоархитектонично гомологично нижнему височному полю 20 человека (Бродман-1909). Отличительные особенности (за Бродманом-1905): 20 площадь похожа на поле 19 Бродмана-1909 в относительное обилие мелких типов клеток по отношению к числу больших пирамидальных клеток; очень плотный, широкий внутренний зернистый слой (IV), которые состоят почти исключительно из гранулярных клеток, а в поле Бродмана 18-1909; широкий, четкий внутренний пирамидальный слой (V) с несколькими клетками, а также ярко выраженный мультиформний слой (VI). Основные отличия от полей 18 и 19 — это несколько меньшая плотность клеток; отсутствие разделения внешнего пирамидального слоя (III) на подслои 3A и 3B; слой V более четко отличается от слоя VI и, в среднем, имеет большую плотность пирамидных ганглиозных клеток, чем в других местах; слой VI шире, более разрежен и содержит меньше клеток, которые концентрируются в верхней части слоя образуя более плотный подслой 6a и менее плотный подслой.